# Малолітки
Малолі́тки —  село в Україні, у Барвінківській міській громаді Ізюмського району Харківської області. Населення становить 229 осіб. До 2020 орган місцевого самоврядування — Григорівська сільська рада.

## Географія
Село Малолітки знаходиться на лівому березі річки Лукноваха, за 0,5 км водосховище ~ 180 га, примикає до села Богодарове, поруч невеликі піщані і глиняні кар'єри. За 3 км від села - залізнична станція Чайчин Міст, на північному заході - сосновий ліс.

## Історія
- До 1923 року називалось с. Ялканка й було засноване в 1823 році.
- В 70-их роках до села було приєднано село Погонівка.
- 12 червня 2020 року, відповідно до Розпорядження Кабінету Міністрів України  № 725-р «Про визначення адміністративних центрів та затвердження територій територіальних громад Харківської області», увійшло до складу Барвінківської міської територіальної громади[1].
- 19 липня 2020 року, в результаті адміністративно-територіальної реформи та ліквідації Барвінківського району, село увійшло до складу Ізюмського району[2].

## Економіка
В селі є молочно-товарна ферма.